# Sadia Miles
Sadia Miles es una deportista británica que compitió en tiro con arco, en la modalidad de arco recurvo. Ganó dos medallas en el Campeonato Mundial de Tiro con Arco al Aire Libre, bronce en 1957 y plata en 1959.

## Palmarés internacional
| Campeonato Mundial al Aire Libre | Campeonato Mundial al Aire Libre | Campeonato Mundial al Aire Libre | Campeonato Mundial al Aire Libre |
| Año                              | Lugar                            | Medalla                          | Prueba                           |
| -------------------------------- | -------------------------------- | -------------------------------- | -------------------------------- |
| 1957                             | Praga (Checoslovaquia)           | Medalla de bronce                | Equipo                           |
| 1959                             | Estocolmo (Suecia)               | Medalla de plata                 | Equipo                           |